# Colvocoresses Bay
Die Colvocoresses Bay ist eine rund 50 km breite Bucht an der Budd-Küste des ostantarktischen Wilkeslands. Sie liegt im rechten Winkel zwischen dem Festland und dem Williamson-Gletscher. Gletscherzungen und Eisberge, die vom Williamson- und vom Whittle-Gletscher stammen, nehmen die Bucht ein.
Der US-amerikanische Kartograf Gardner Dean Blodgett kartierte sie 1955 anhand von Luftaufnahmen der Operation Highjump (1946–1947). Das Advisory Committee on Antarctic Names benannte die Bucht 1955 nach George Musalas Colvocoresses (1813–1872), Midshipman der Sloop USS Vincennes, Flaggschiff der United States Exploring Expedition (1838–1842) unter der Leitung des US-amerikanischen Polarforschers Charles Wilkes.